# Urraca Gómez
Urraca Gómez, född okänt år, död 1038, var grevinna av Kastilien, gift med greve Sancho García av Kastilien. Hon var Kastiliens regent som förmyndare för sin son García Sánchez av Kastilien mellan 1017 och 1025. 
Hon var dotter till Gomez Diaz och Muniadomna Fernández av Kastilien, och dotterdotter till Fernán González av Kastilien.
Hon gifte sig år 994 med Sancho García av Kastilien, som vid samma tidpunkt befann sig i uppror mot sin far med stöd från Almanzor och sin mor Ava av Ribagorza.
Hennes make avled 1017 och efterträddes av sin son García Sánchez av Kastilien. Eftersom hennes son var minderårig styrdes landet av ett förmyndarråd bestående av flera adelsmän och av hans mor Urraca Gómez, fram till hans myndighetsdag 1025.
När hennes son blev myndig 1025 lämnade Urraca Gómez politiken och hovet och bosatte sig i klostret i Covarrubias, där hon dödades under en räd mot Covarrubias av morerna 1038.